# 大屋一
大屋 一（おおや はじめ、1966年5月12日 - ）は、日本の実業家・インターネット技術者で株式会社ブロードテック代表取締役。

## 人物
愛知県名古屋市出身。法政大学経済学部中退。老舗洋食店の長男だったが、家業は継がなかった。経営する会社もマネジメント・バイアウトによるものだったことから「いずれにしても二代目」と語る。

## 経歴
80年代に原宿ホコ天で人気を博したパフォーマンスグループ「ストリート・ファイター」（後に劇団一世風靡・ECNA-D等と「パロッツ」となる）のメンバーとして活動。
90年以降は株式会社ブロードミュージックのプロデューサーとして、テレビ朝日の番組主題歌やイベントのプロデュースをしていたが、日本のインターネット黎明期にナショナルクライアントのサーバーホスティングやWebインテグレーションを事業化。
1995年同社取締役、2001年同社専務取締役を経て、2005年に社名変更した株式会社ブロードテック代表取締役社長に就任。
一般社団法人日本プライバシー認証機構 認定プライバシーコンサルタント／NTT東日本オンラインセミナー講師。